# トラジャン・ラングドン
トラジャン・ラングドン（Trajan Shaka Langdon、1976年5月13日 - ）は、アメリカ合衆国・カリフォルニア州パロアルト生まれ、アラスカ州アンカレッジ出身の元プロバスケットボール選手。現在はニューオーリンズ・ペリカンズのGMを務めている。ポジションはシューティングガード。

## 来歴

### アマチュア
アラスカ州の高校では全米チームに選ばれ、デューク大学では3ポイントの記録を塗り替え、また1998年世界選手権の代表にも選ばれ銅メダルを獲得。

### NBA
卒業後の1999年のNBAドラフトでクリーブランド・キャバリアーズに指名され、アラスカ初のNBAプレイヤーとなる。学生時代はバスケだけでなく野球にも熱中しており、MLBのサンディエゴ・パドレスからもドラフト6巡目指名を受けている。
NBAでは3シーズンプレー。

### ヨーロッパへ
キャバリアーズ退団後はヨーロッパへ渡り、イタリア・セリエAのベネトン・トレヴィーゾに入団。2003年、トルコリーグのエフェス・ピルセンSKへ移籍。この2チームではリーグ優勝の原動力となっている。
2004年、ロサンゼルス・クリッパーズと契約しNBA復帰を目指したが、最終ロースターに残れず、ロシアリーグのMBCディナモ・モスクワへ移籍。
2005年、PBC CSKAモスクワへ移籍。3シーズン連続でユーロリーグ出場を果たし、2006-07シーズンはファーストチームに選ばれた。
2007-08シーズンはユーロリーグ制覇に貢献し、ファイナルMVPに選ばれた。
2011年、現役引退。

### 引退後
2016年3月8日、ブルックリン・ネッツのアシスタントGMに任命された。
2019年5月19日、ニューオーリンズ・ペリカンズのゼネラルマネージャーに就任した。